# Tinì Cansino
Tinì Cansino, pseudonimo di Photina Lappa (in greco Φωτεινή Λάππα?, Fōteinī Lappa; Volos, 23 settembre 1959), è una showgirl, attrice e opinionista greca naturalizzata italiana.

## Biografia
Nata in Grecia, a Volos, studia danza classica. A diciannove anni, durante una vacanza in Italia, viene notata da Alberto Tarallo, produttore di fiction televisive e all'epoca agente di spettacolo, che la introduce nel mondo della televisione, suggerendole di adottare il nome d'arte di Tinì Cansino, notando una sua somiglianza con la diva americana Rita Hayworth, il cui vero cognome era Cansino. Per molto tempo la stampa e l'opinione pubblica credettero in una sua parentela con l'attrice hollywoodiana.
Esordisce in televisione nella trasmissione di Rai 2 Playgirl, con Minnie Minoprio, ma il successo arrivò nel 1983 con il ruolo di "ragazza fast food" nel popolare show televisivo comico di Italia 1 Drive In, a cui prende parte per tutte e cinque le edizioni, fino al 1988, al fianco di Carmen Russo, Cristina Moffa, Nadia Cassini, Lory Del Santo, Eva Grimaldi, Ambra Orfei, Johara e Antonia Dell'Atte.
Nel 1984 esordisce anche come attrice nel film Arrapaho di Ciro Ippolito, ispirato all'album omonimo degli Squallor dell'anno precedente. Partecipa poi alla commedia Carabinieri si nasce di Mariano Laurenti (1985), ai film televisivi Doppio misto (1985) e Provare per credere (1987) di Sergio Martino (trasmessi entrambi su Italia 1), e ai film erotici Delizia di Joe D'Amato (1987), Ad un passo dall'aurora di Mario Bianchi (1988) e Arabella l'angelo nero di Stelvio Massi (1989). Nel 1989, dopo una partecipazione al programma comico di Italia 1 Trisitors a fianco de I Trettré (con cui già aveva lavorato in Drive In), si ritira dalle scene per dedicarsi completamente alla famiglia.
Dopo molti anni di silenzio torna a lavorare in televisione nel 2007 con un piccolo ruolo nella seconda stagione della fiction di Canale 5 Caterina e le sue figlie con Virna Lisi, prodotta dal suo scopritore Alberto Tarallo. In seguito, dal gennaio del 2012, entra a fare parte come opinionista della trasmissione di Canale 5 Uomini e donne.

## Vita privata
Da una prima relazione ha avuto una figlia: Voula. In seguito si è sposata con Claudio Di Giulio, da cui ha avuto due figli: Tamara, che ha seguito le orme della madre come attrice, e Nicolas.

## Filmografia

Cansino in Delizia (1986)

### Cinema
- Arrapaho, regia di Ciro Ippolito (1984)
- Carabinieri si nasce, regia di Mariano Laurenti (1985)
- Delizia, regia di Joe D'Amato (1987)
- Ad un passo dall'aurora, regia di Mario Bianchi (1988)
- Arabella l'angelo nero, regia di Stelvio Massi (1989)

### Televisione
- Aeroporto internazionale – serie TV, episodio 1x02 (1985)
- Doppio misto, regia di Sergio Martino – film TV (1985)
- Provare per credere di Sergio Martino – film TV (1987)
- Caterina e le sue figlie – serie TV, episodio 2x06 (2007)
- Drive In - L'origine del male, regia di Luca Martera – documentario TV (2013)

## Programmi TV
- Playgirl (1982)
- Drive In (1983-1988)
- Trisitors (1989)
- Uomini e donne (2012-in corso)